# Tropidophorus berdmorei
Tropidophorus berdmorei är en ödleart som beskrevs av  Edward Blyth 1853. Tropidophorus berdmorei ingår i släktet Tropidophorus och familjen skinkar. Inga underarter finns listade i Catalogue of Life.